# Capulus sericeus
Capulus sericeus is een slakkensoort uit de familie van de Capulidae. De wetenschappelijke naam van de soort is voor het eerst geldig gepubliceerd in 1961 door J. Burch & R. Burch.